# Centre du pourvoyeur Mastigouche
Le Centre du pourvoyeur Mastigouche est une pourvoirie située à Mandeville dans Lanaudière. Elle occupe une partie de l'ancien site du Club Mastigouche (Mastigouche Fish and Game Club), club de chasse et de pêche privé ayant appartenu à des intérêts américains. Le Centre du pourvoyeur Mastigouche est cité site patrimonial en 2015 par la municipalité de Mandeville.

## Historique

### Mastigouche Fish and Game Club
En 1881, le gouvernement du Québec concède des droits de chasse et de pêche à Élisabeth Copeland, épouse d'Eugène Copeland de Berthier pour un territoire autour du lac Seymour (aujourd'hui le lac de la Chute). À l'époque, le gouvernement du Québec concède beaucoup de ses terres à des intérêts privés en échange d'un loyer et d'une surveillance puisqu’il ne possède pas les moyens d'assurer la protection des lieux,.
Le premier hôtel du Club est construit en 1890. Il est détruit par un incendie en 1925,. Une auberge sera reconstruite l'année suivante sur le même site. Ce bâtiment est utilisé encore à ce jour. Quelques petits chalets entourant ce bâtiment central sont construits entre 1890 et 1940.
Le 12 juillet 1901, le Mastigouche Fish ans Game Club reçoit ses lettres patentes d'Édouard VII représenté par Taché, ministre des terres, mines et pêcheries. Malgré son nom officiel, il est coutume pour les Mandevillois de l'appeler «le club des Américains»,. Le premier président du club, un monsieur Walkley du Connecticut, est en poste de 1901 à 1911. Le premier surintendant, Joseph Desalliers, est connu pour avoir apprivoisé un orignal qu'il avait capturé très jeune.
De 1915 à 1932, le club opère une pisciculture pour ensemencer certains lacs de son territoire,.
Pendant près d'un siècle, le club est un important employeur de Mandeville. En effet, beaucoup de locaux sont engagés pour assurer le service et l'entretien du club ainsi que pour assurer la surveillance du territoire.

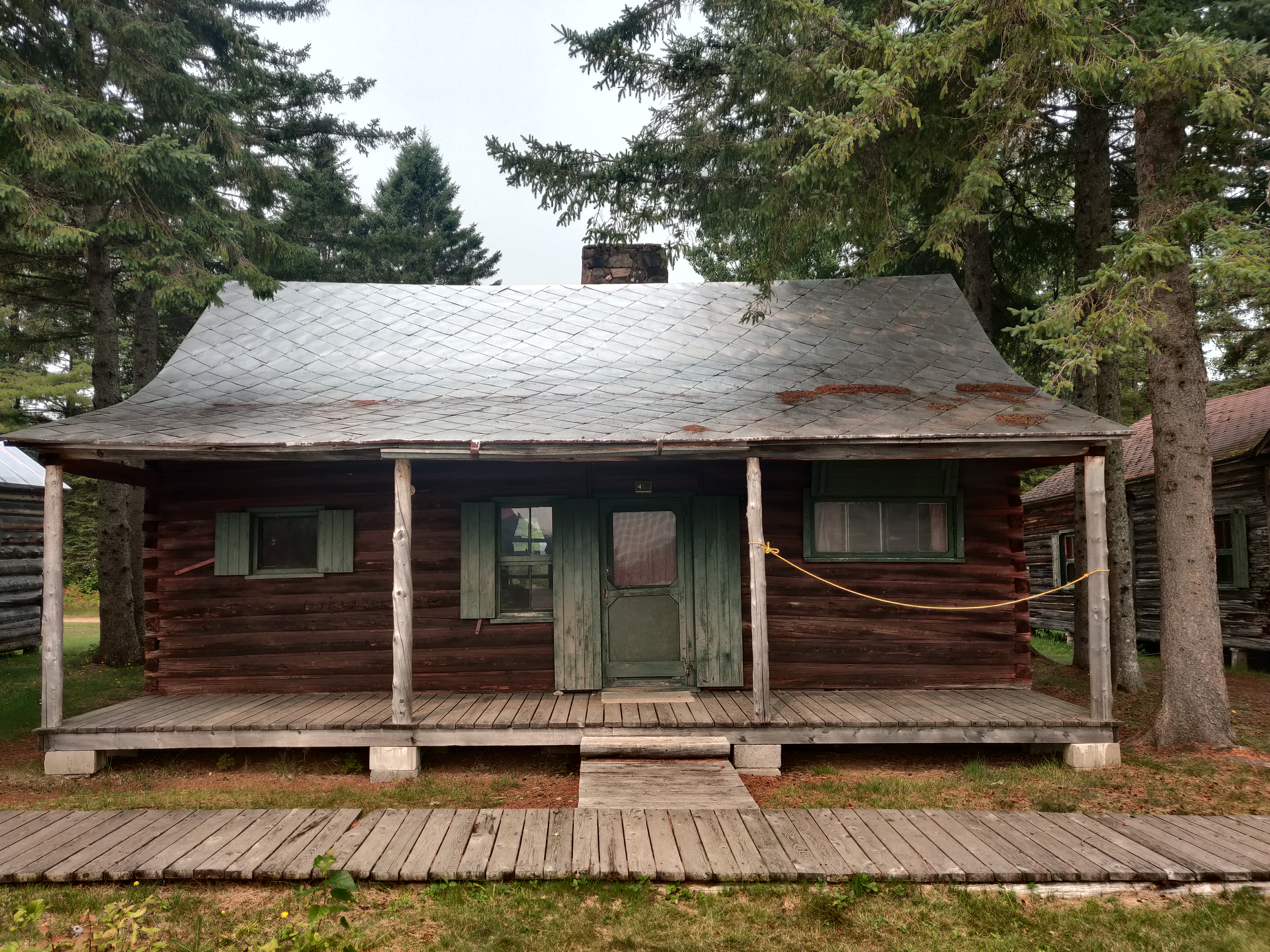
Camp du Club Mastigouche.

### Centre du pourvoyeur Mastigouche
Dans les années 1960 et plus spécifiquement au début des années 1970, un mouvement de contestation pour l'abolition des clubs de chasse et pêche privés voit le jour au Québec,. Les pêcheurs et chasseurs québécois trouvent injuste qu'une grande partie des terres soient réservées pour les loisirs de l'élite. Les manifestants s'organisent et se déplacent dans des clubs pour pêcher même si cela leur est interdit,.
En 1971, dans le cadre de l'opération «accessibilité», le gouvernement du Québec transforme le Club Mastigouche et le Club Saint-Bernard en la Réserve du Parc Mastigouche. La dénomination sera changée pour Réserve faunique Mastigouche en 1979. Une partie de l'ancien club qui comprend l'auberge principale et les chalets autour n'est toutefois pas intégrée à la réserve. John Koubeck, gérant surintendants du club, achète les bâtiments qui ne sont pas annexés à la Réserve faunique Mastigouche et obtient un permis de pourvoyeur du gouvernement. Le Centre du pourvoyeur Mastigouche est créé ainsi.
John Koubeck lègue sa propriété à son fils Peter Koubeck. L'entreprise sera  reprise par Helen Koubeck, sœur de Peter, en 2012.
En 2015, la municipalité de Mandeville cite le Centre du pourvoyeur Mastigouche comme site patrimonial. On reconnaît comme étant patrimoniaux certains éléments de l'architecture des bâtiments comme les revêtements muraux et les cheminées de pierre ainsi que le trottoir en bois qui relie les chalets à l'auberge au bord du lac.

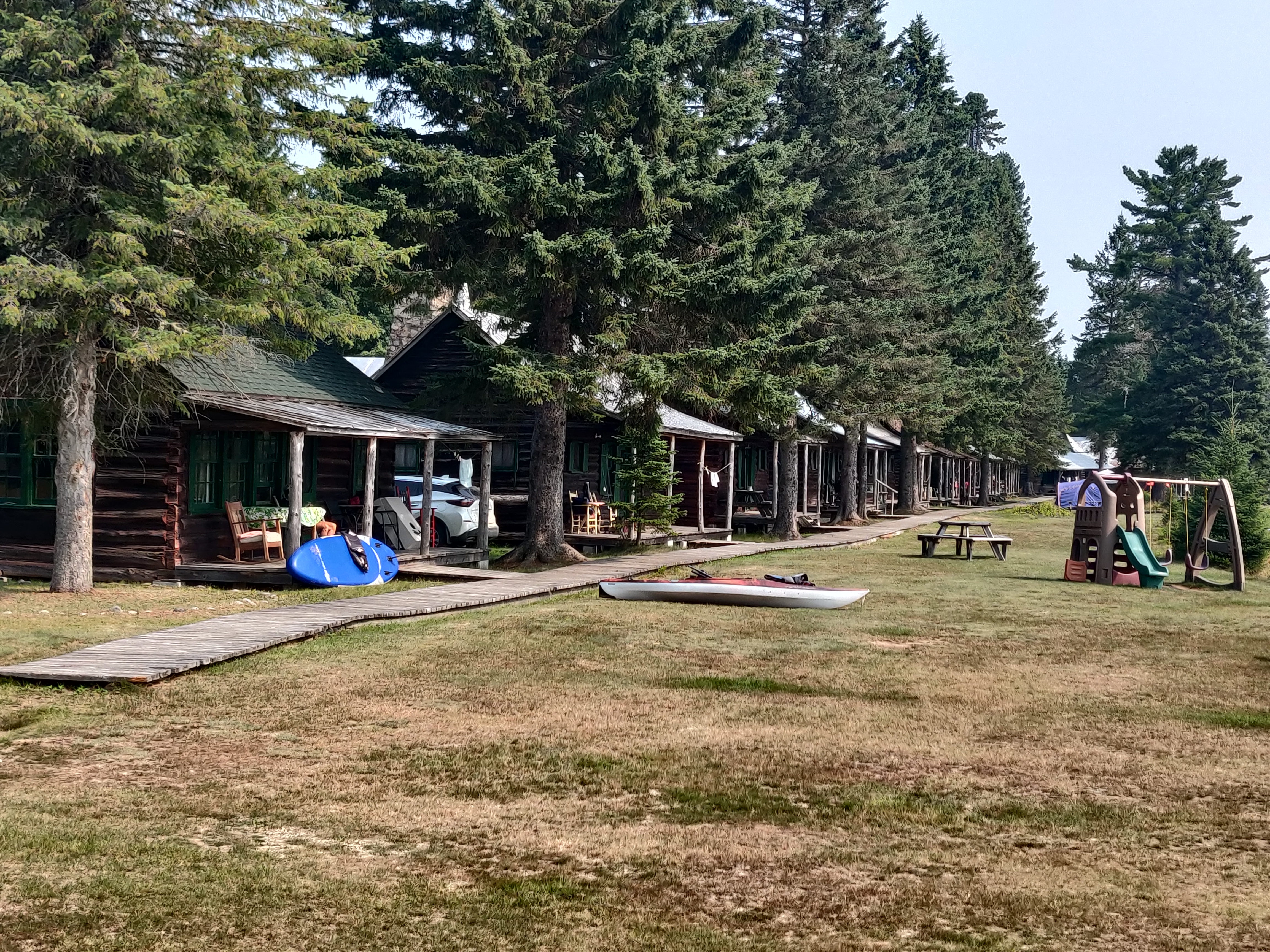
Trottoir de bois du Club Mastigouche.

## Présidents, surintendants et propriétaires
| Années    | Nom               |
| --------- | ----------------- |
| 1901-1911 | M. Walkley        |
| 1911-1920 | Charles Nettleton |
| 1920-1927 | Albert French     |
| 1927-1931 | H.C. Meyer Jr.    |
| 1932-1935 | Albert French     |
| 1935-1941 | Arnold Norcross   |
| 1941-1945 | Achilles          |
| 1945-1971 | Samuel Meek       |

| Années    | Nom               |
| --------- | ----------------- |
| 1901-1918 | Joseph Desalliers |
| 1918-1934 | Archie Yale       |
| 1934-1950 | Jos Saint-Jean    |
| 1950-?    | M. Alexandre Dion |
| ?-1965    | Émile Juneau      |
| 1965-1971 | John Koubeck      |

| Années           | Nom           |
| ---------------- | ------------- |
| 1971- ?          | John Koubeck  |
| ?                | Peter Koubeck |
| 2012-Aujourd'hui | Helen Koubeck |

## Personnalités
Le prince Philip fait un séjour de pêche au club en 1962 accompagné de William M. Vacy, membre du club et président de la pétrolière Shell,. Albert Morin, guide du prince à l'époque, se remémore l'évènement dans le livre La petite histoire de Mandeville,.

## Cinéma
Le site a servi de lieu de tournage pour certains films dont Grey Owl (1999) et Les Boys 4 (2005).

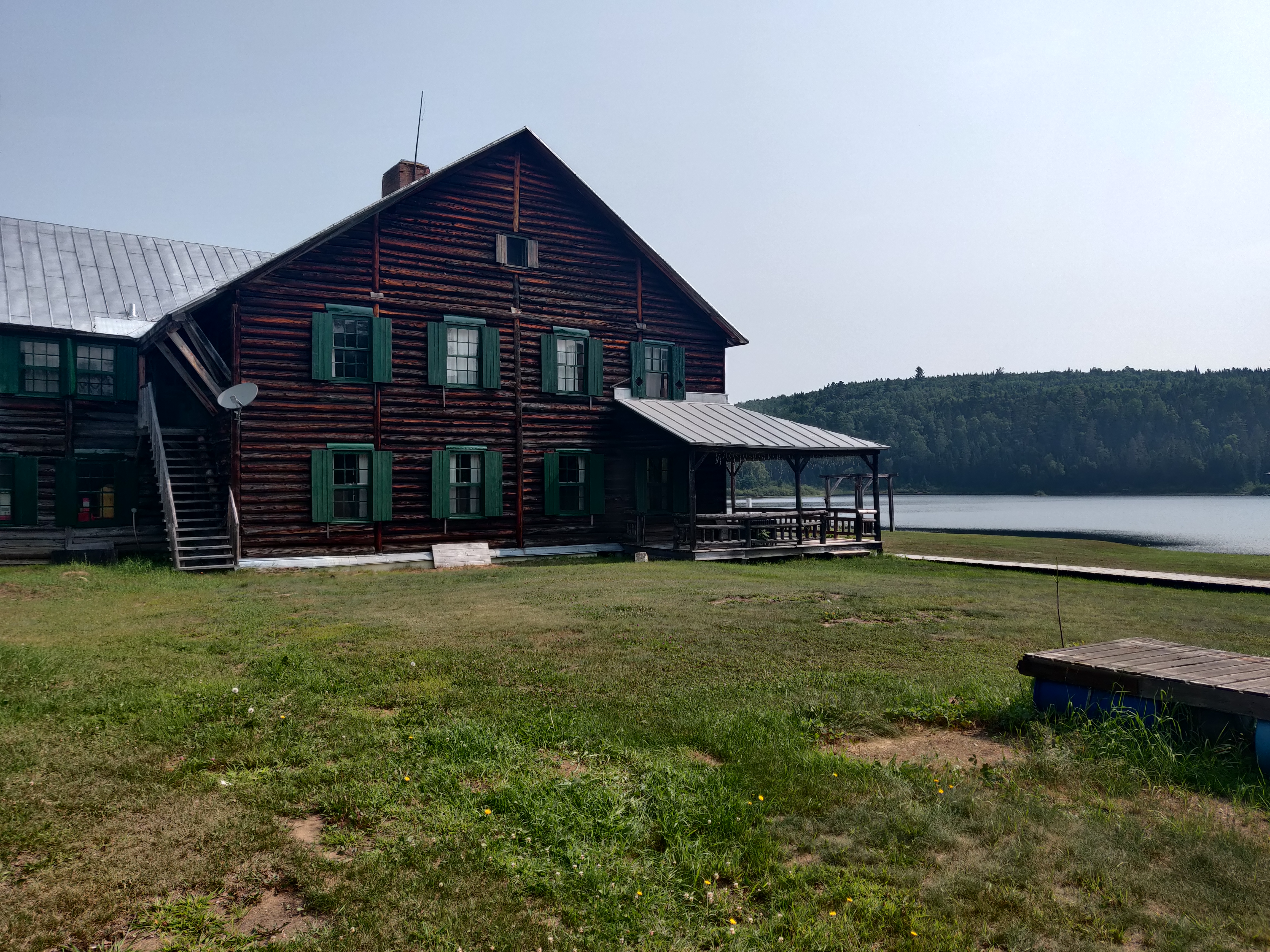
La pourvoirie a servi de lieu de tournage.